# جی دبلیو وستکات دوم
جی دبلیو وستکات دوم (به انگلیسی: J. W. Westcott II) یک کشتی است که طول آن ۴۵ فوت (۱۴ متر) می‌باشد. این کشتی در سال ۱۹۴۶ ساخته شد.